# Deià
Deià är en kommun i Spanien. Den ligger i den autonoma regionen Balearerna i östra delen av landet. Antalet invånare är 717 (2024). Deià ligger på ön Mallorca. Namnet Deià kommer av arabiskans "ad daia" som betyder ’byn’. Deià gränsar till Valldemosa, Sóller och Bunyola.
Deià tillhör Mancomunitat de Tramuntana tillsammans med Bañalbufar, Bunyola, Escorca, Esporles, Estellencs, Fornalutx, Puigpunyent, Sóller och Valldemosa.
Högsta punkt är Puig del Teix, 1 064 meter över havet.

## Demografisk utveckling
| 1991 | 1996 | 2001 | 2002 | 2003 | 2004 | 2005 |
| ---- | ---- | ---- | ---- | ---- | ---- | ---- |
| 552  | 583  | 677  | 731  | 749  | 689  | 708  |